# Meu Nome Não É Johnny
Meu Nome Não É Johnny é um filme brasileiro de 2008, do gênero drama, dirigido por Mauro Lima, contando a história verídica de João Guilherme Estrella, um traficante da Zona Sul do Rio. Foi baseado em um livro homônimo de Guilherme Fiuza.

## Enredo
Filho de executivos, João Guilherme Estrela é um jovem de classe média alta, que frequentou os melhores colégios do Rio de Janeiro e tem amigos entre as mais influentes famílias brasileiras. Carismático e aventureiro, o rapaz se envolveu em todas as experimentações que sua juventude permitia entre 1982 e 1995, se tornando o principal fornecedor de drogas da alta sociedade carioca sem nunca ter pisado na favela, conhecido como o "rei do tráfico de luxo". João nem imagina que está sendo investigado pela polícia quando amplia seus negócios para Barcelona, Veneza e outras conexões internacionais, sendo preso e vendo o céu se transformar em inferno ao passar pela penitenciária e manicômio.

## Elenco
| Ator/Atriz              | Personagem                        |
| ----------------------- | --------------------------------- |
| Selton Mello            | João Guilherme Estrella           |
| Cléo Pires              | Sofia                             |
| Rafaela Mandelli        | Laura                             |
| Ângelo Paes Leme        | Julinho                           |
| Cássia Kiss             | Juíza Marilena Soares             |
| Júlia Lemmertz          | Mãe de João                       |
| Giulio Lopes            | Pai de João                       |
| Luís Miranda            | Alcides                           |
| Márcio Vito             | Rabino                            |
| Gillray Coutinho        | Dr. Renato                        |
| Orã Figueiredo          | Oswaldo                           |
| Hossen Minussi          | Wanderley                         |
| Flávio Pardal           | Boneco                            |
| Eva Todor               | Marly                             |
| Kiko Mascarenhas        | Danilo                            |
| Flávio Bauraqui         | Charles                           |
| Aramis Trindade         | Taínha                            |
| João Guilherme Estrella | Enfermeiro do manicômio           |
| Arthur Lopes            | João Guilherme Estrella (jovem)   |
| Felipe Severo           | João Guilherme Estrella (criança) |
| Tammy Di Calafiori      | Laura (jovem)                     |
| Daniel Torres           | Boneco (jovem)                    |
| Felipe Lima             | Julinho (jovem)                   |
| Felipe Martins          | Fernando                          |
| Roney Villela           | Hércules                          |
| Wendell Bendelack       | Sininho                           |
| Ivan de Almeida         | Carcereiro                        |
| Rodrigo Amarante        | Rubão                             |
| Regina Sampaio          | Senhora do Tarô                   |
| Neco Villa Lobos        | Carlos                            |
| Charly Braun            | Felipe                            |
| Babu Santana            | Policial do boteco                |
| André de Biase          | Alex Nelore                       |
| Robert Guimarães        | Agente do aeroporto               |
| Adriano Garib           | Delegado                          |
| Jonathan Azevedo        | Presidiário                       |
| Felipe Martins          | Interno do manicômio              |
| Aldri Anunciação        | Interno do manicômio              |
| Duda Ribeiro            | Interno do manicômio              |

## Bilheteria
No primeiro final de semana 151 200 pessoas assistiram o filme nos cinemas, totalizando 191 142 bilhetes vendidos ao completar uma semana em cartaz. A partir da quarta semana o número de ingressos vendidos de Meu Nome Não É Johnny passou a cair consecutivamente. Na quarta semana atingiu um milhão de espectadores. A bilheteria foi finalizada com um público de 1 997 933 espectadores após dez semanas em cartaz.